# Plugg (gjutmall)
En plugg är den schablon  som tillverkas inför gjutning av en matris eller gjutform vid tillverkning av båtar, däck eller andra detaljer i glasfiberarmerad polyesterplast. En schablon- plugg kan även vara en färdig produkt av annans märke vid till exempel tillverkning av plagiat.
Schablonen eller Pluggen byggs av plywood eller polystyrenskum efter ritning till den tilltänkta produkten, efter noggrann spackling, slipning och polering av ytskiktet åtföljs vaxning och applicering av ett släppmedel. Den färdiga schablonen beläggs med gelcoat som senare efter härdning beläggs med flytande polyester eller annan härdplast samt för ändamålet lämplig glasfiberväv. Matrisen- formen erhåller förstärkningar av plywood eller annat lämpligt material för att ej den färdiga matrisen förlorar sin stabilitet eller ändrar sin form. När matrisen erhållit tillräcklig materialtjocklek samt förstärkningar skils matrisen- formen från pluggen genom att blåsa med tryckluft eller spola in vatten mellan pluggens och matrisen ytor. Schabloner- pluggar byggs efter matrisens kommande användning som hon eller hanform, det vill säga för invändig eller utvändig beläggning med polyester samt glasfiber.